# Encephalartos sclavoi
Encephalartos sclavoi is een palm-achtige palmvaren in de familie Zamiaceae en groeit tot ongeveer een meter hoog. De bladen zijn 170-200 centimeter lang, donkergroen en semiglanzend. De zaadkegels van deze soort zijn geel van kleur, 30-40 centimeter lang en 15-20 centimeter in diameter. De soort komt voor in Tanzania en staat op de Rode Lijst van de IUCN als Kritiek, beoordelingsjaar 2010.
De soort werd in 1990 beschreven door Aldo Moretti, D.W. Stevenson en Paolo Deluca, ter ere van Jean Pierre Sclavo, een Franse verzamelaar van palmvarens, die de soort voor het eerst ontdekte.